# Noctuelita bicolorata
Noctuelita bicolorata là một loài bướm đêm trong họ Crambidae.